# Iszeszi-anh
Iszeszi-anh (ỉzzỉ-ˁnḫ) magas rangú ókori egyiptomi hivatalnok és talán herceg volt az V. dinasztia korának második felében. Nevének jelentése „Iszeszi él”. Lehetséges, hogy Iszeszi fáraó és IV. Mereszanh királyné fia volt. Valószínűleg Iszeszi és utódja, Unisz uralkodása alatt élt. Egy szakkarai masztabasírba temették, amely ma romokban áll.

## Származása
|             |           |     |
| \| \| \| \| |           |     |
|             |           |     |
| M17         | O34 · O34 | M17 |

| M17 | O34 · O34 | M17 |

|             |           |     |
| \| \| \| \| |           |     |
|             |           |     |
| M17         | O34 · O34 | M17 |

| M17 | O34 · O34 | M17 |

|             |           |     |
| \| \| \| \| |           |     |
|             |           |     |
| M17         | O34 · O34 | M17 |

| M17 | O34 · O34 | M17 |

|             |           |     |
| \| \| \| \| |           |     |
|             |           |     |
| M17         | O34 · O34 | M17 |

| M17 | O34 · O34 | M17 |

Neve, valamint az, hogy viselte „a király fia” címet, arra utal, Iszeszi fia lehetett. Az, hogy címei, valamint sírja elhelyezkedése hasonlóságot mutat a Kaemtjenentével, egyes egyiptológusok, köztük William Stevenson Smith szerint arra utal, hogy testvérek voltak és mindketten IV. Mereszanh fiai, de az is lehet, hogy Iszeszi-anh Kaemtjenent fia volt.
Bár viselte „a király fia” címet, Michel Baud és Bettina Schmitz szerint valószínűleg csak tiszteletbeli címről van szó; a masztabája építéséhez használt köveken a feliratok „a királyi pecséthordozó, Iszeszi-anh” néven és címmel említik, ha azonban valóban az uralkodó fia lett volna, akkor a feliraton „a királyi pecséthordozó, a király fia, Iszeszi-anh” állt volna.

## Címei

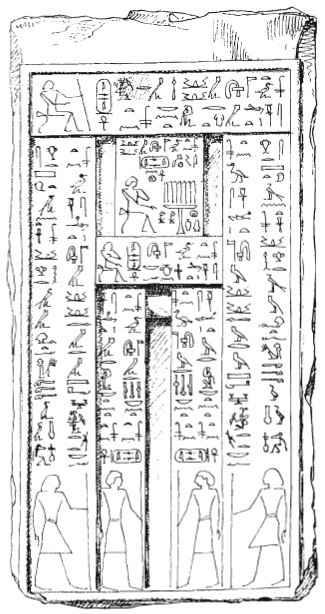
Iszeszi-anh álajtaja, melyen minden címe szerepel

Iszeszi-anh számos címet viselt, melyek mutatják, milyen sikeres pályát futott be magas rangú hivatalnokként:
- „A király minden munkálatainak felügyelője” (ỉmỉ-r k3.t nb.t nt nswt)
- „A csapatok/expedíciók felügyelője” (ỉmỉ-r mšˁ)
- „A király minden ítéletének felügyelője” (ỉmỉ-r wḏ.t-md.w nb.t nt nswt)
- „A jószágok pásztora” (mnỉw k3.w)
- „A királyi titkok elöljárója” (ḥrỉ sšt3 nswt)
- „Az isten pecséthordozója” (ẖtm.w nṯr)
- „Az isten pecséthordozója a két nagy bárkán” (ẖtm.w nṯr m ỉmw.wỉ ˁ3.wỉ)
- „Hórusz bárkájának irányítója” (ẖrp ỉmw ḥr m h3.t=f)
- „A király fia” (z3 nswt)
- „Egyetlen társ” (smr wˁtỉ)

## Sírja
Iszeszi-anhot a Dzsószer-piramistól északra lévő D8 masztabába temették el, Szakkarában. A sírt először Auguste Mariette vizsgálta a 19. század végén, majd James Quibell 1907-08-ban. Alaposabban Szaid Amer el-Fiki, a szakkarai terület régészeti ásatásainak igazgatója kutatta 1983-ban. Az ásatások során két démotikus papirusz került elő. 1994-ben az Yvonne Harpur vezette oxfordi expedíció kutatta a masztaba megmaradt díszítését. Az épület jelenleg romos állapotban van, dekorációjának jelentős része elpusztult.
A masztaba kétoszlopos, süllyesztett homlokzatának bejárat feletti architrávján Iszeszi-anh címei szerepeltek, de a felirat mostanra károsodott. A bejárattól folyosó vezet két helyiségig, ezek egyikéből nyílik a kultuszkápolna, ahol egy álajtó állt. Az álajtó ugyan rossz minőségű márgából készült, de feliratai jobban fennmaradtak, mint a homlokzaton lévők. Ezeket és az álajtó domborműveit zöld zománccal díszítették, a sír falait pedig vakolatra festett képek díszítették, melyek nagy része elveszett, bár a zöld színezés megmaradt.

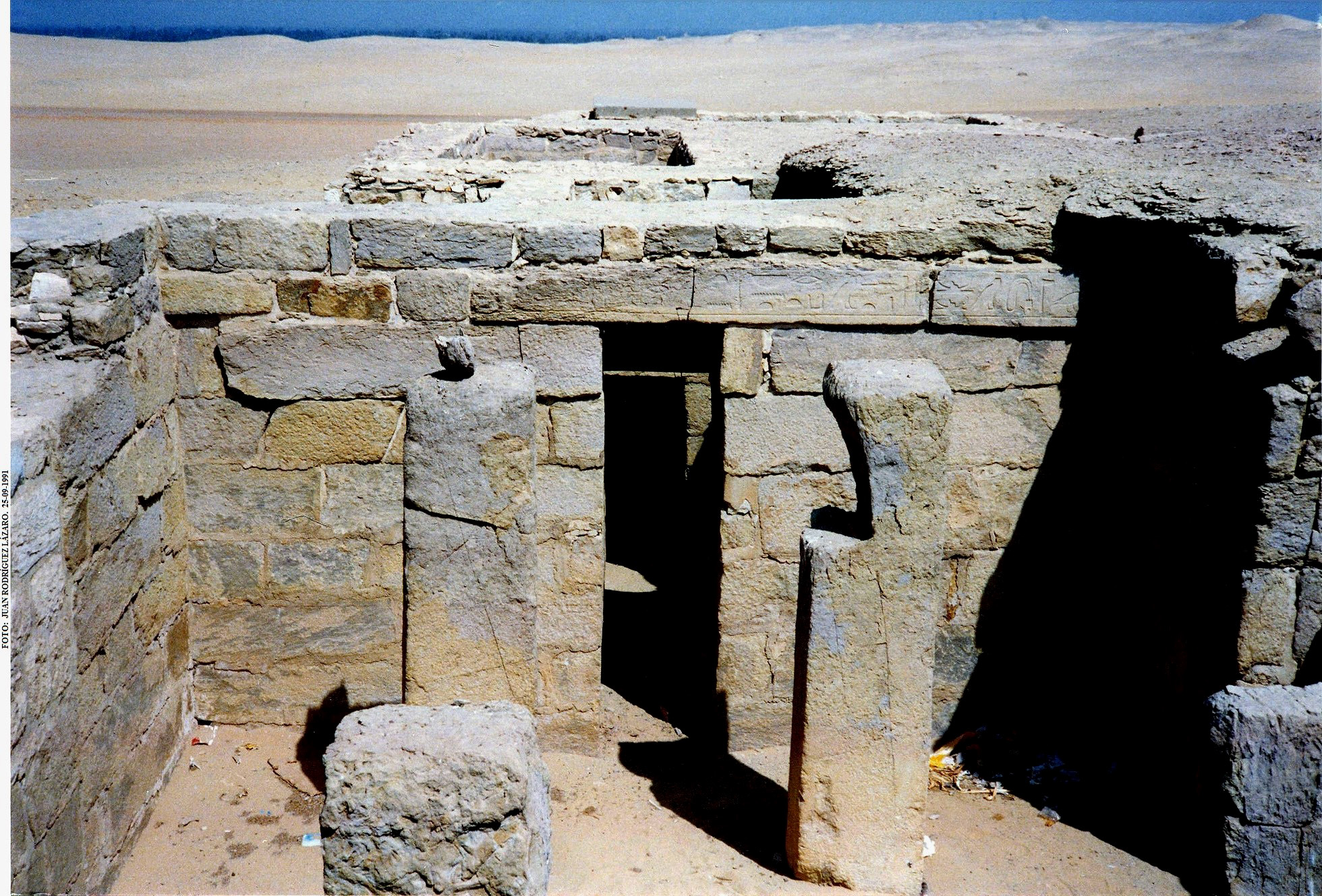
A masztaba bejárata
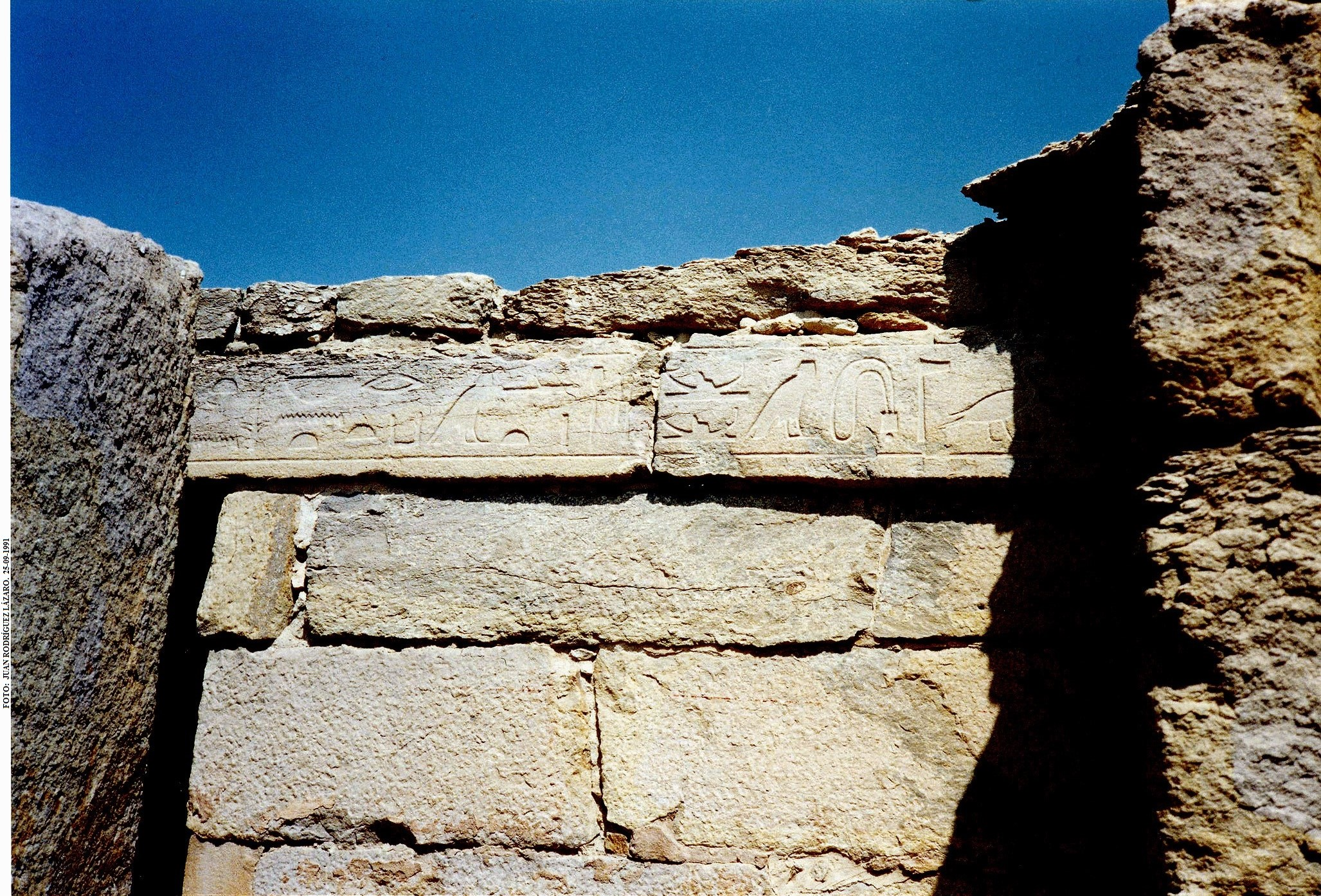
A bejárati architráv Iszeszi-anh címeivel
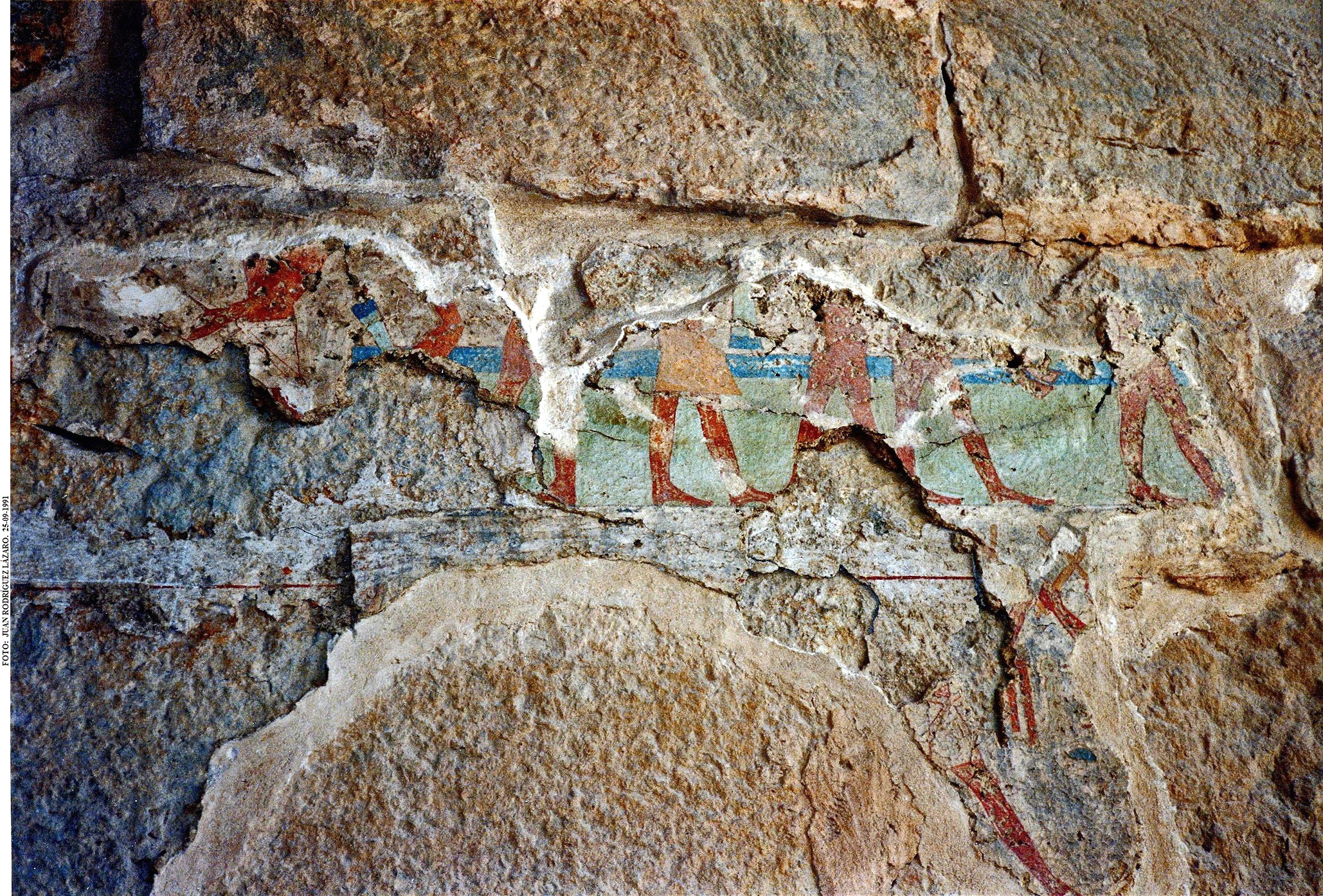
Vakolatra festett kép a masztabában
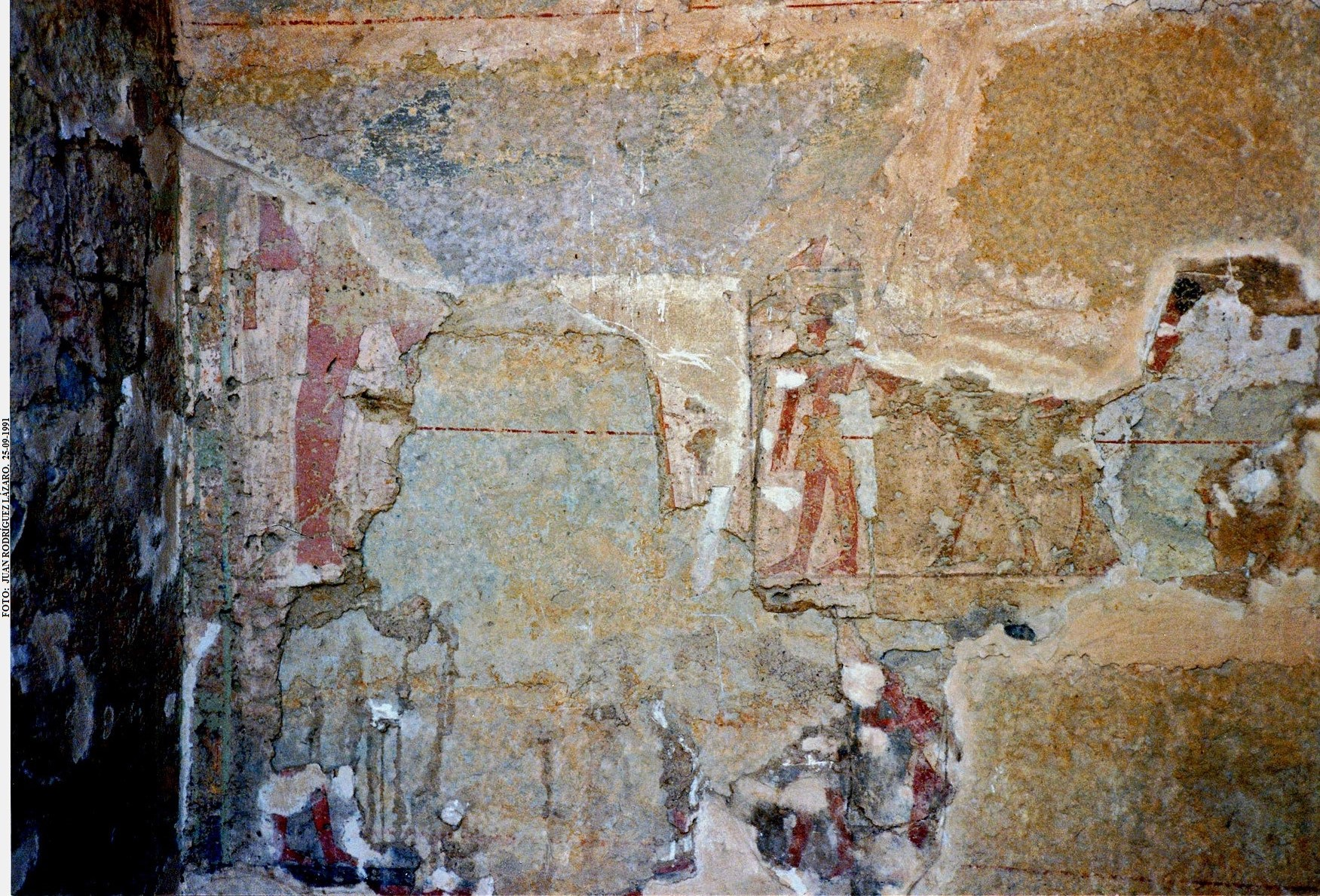
Festett díszítés a masztabában
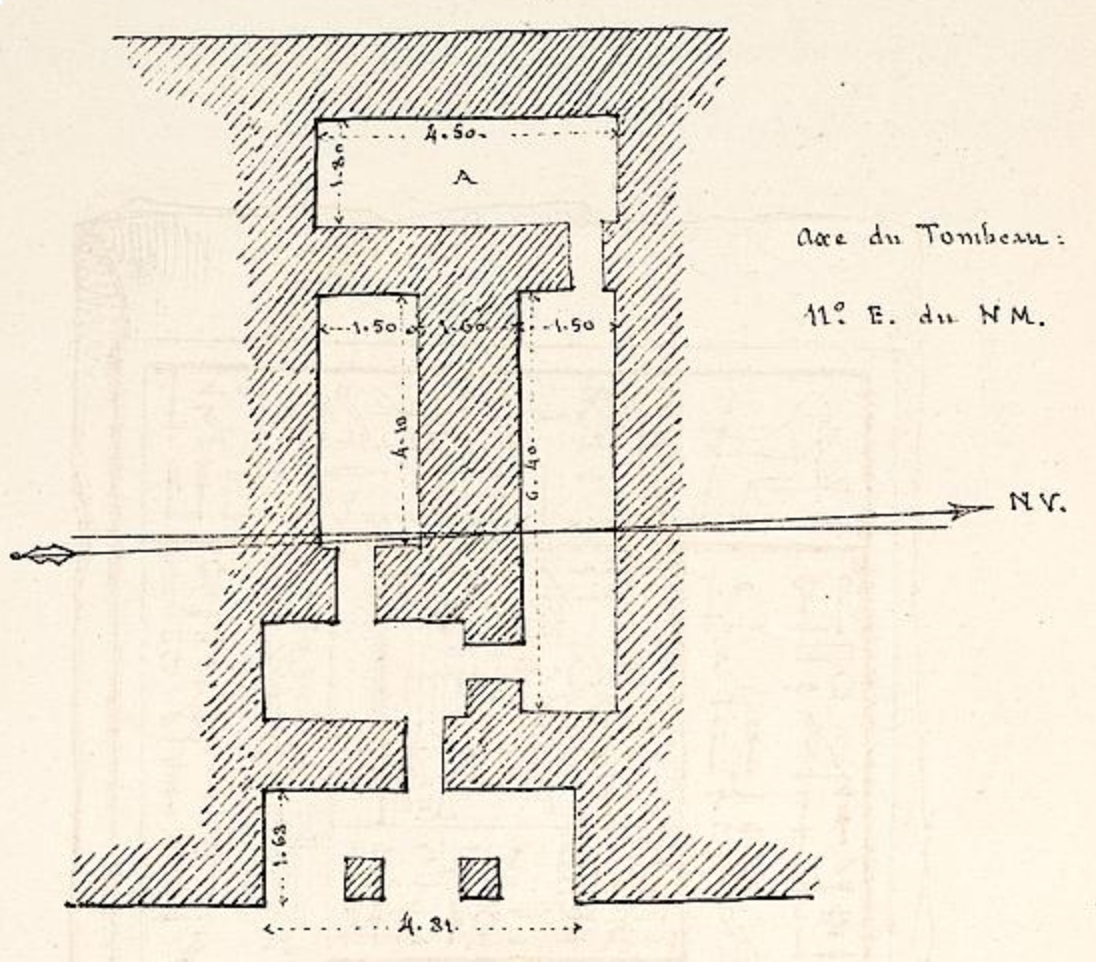
A masztaba alaprajza
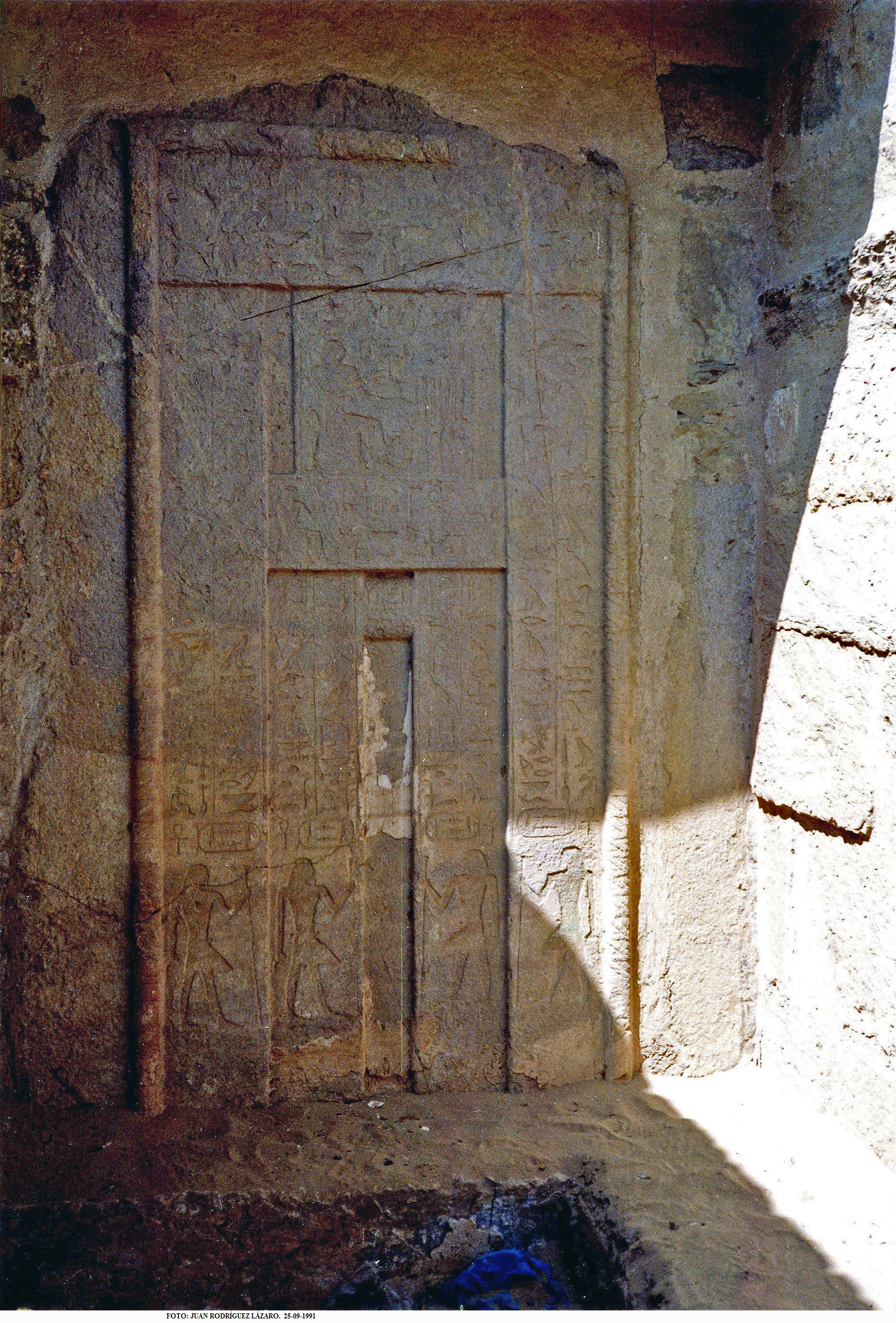
Iszeszi-anh álajtaja
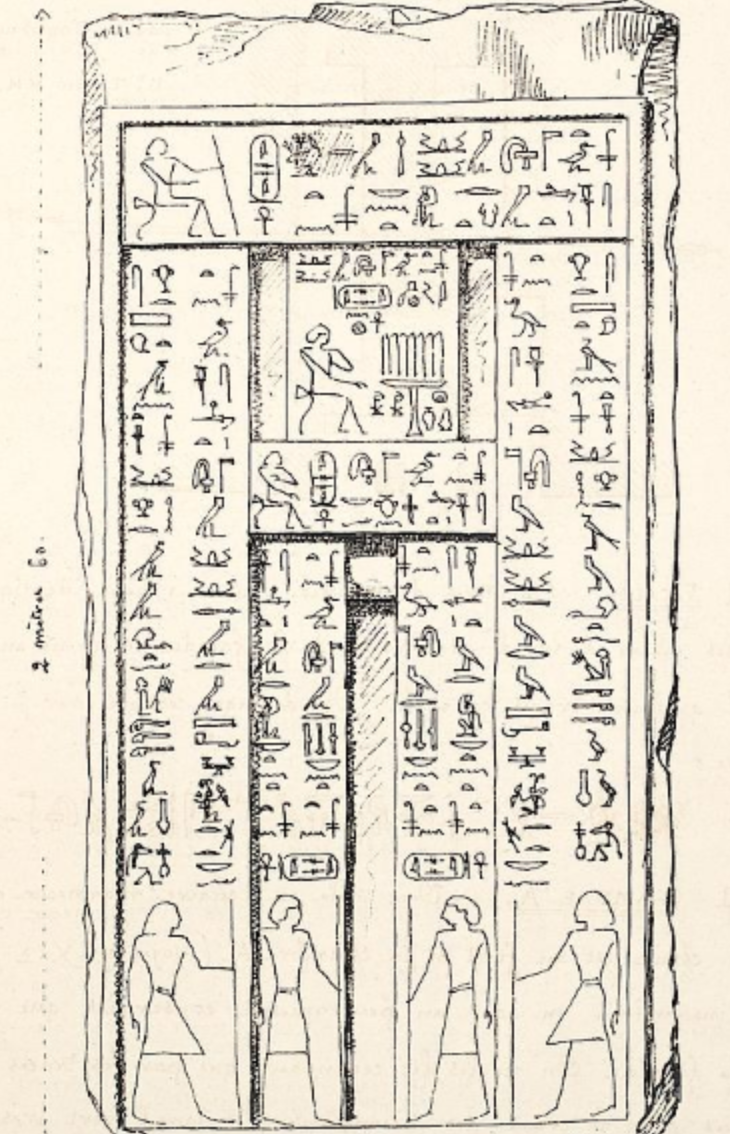
Az álajtó feliratai

## Fordítás
- Ez a szócikk részben vagy egészben  az   Isesi-ankh című angol Wikipédia-szócikk ezen változatának fordításán alapul.  Az eredeti cikk szerkesztőit annak laptörténete sorolja fel. Ez a jelzés csupán a megfogalmazás eredetét és a szerzői jogokat jelzi, nem szolgál a cikkben szereplő információk forrásmegjelöléseként.